# Allison Daley
Allison C. Daley (* in Kanada) ist eine kanadische Paläontologin mit dem Schwerpunkt kambrische Explosion.

## Leben
Daley erwarb 2003 ihren Bachelor of Science in Biologie und Geologie an der Queen’s University in Kingston und ihren Master of Science in Geowissenschaften 2005 an der University of Western Ontario. Von 2006 bis 2010 war sie im Zuge ihrer Promotion an der Universität Uppsala. Ihre Dissertation über die Morphologie und Evolution der Anomalocarididae erhielt 2015 den Jan Bergström Young Geoscientist Award. Anschließend war sie bis 2013 Postdoktorandin am Natural History Museum in London. Seitdem ist sie Lecturer an der University of Oxford (St Edmund Hall) am Institut für Zoologie und wissenschaftliche Mitarbeiterin am Oxford University Museum of Natural History.

## Veröffentlichungen (Auswahl)
Bei den folgenden Veröffentlichungen ist Daley Autor einer Erstbeschreibung:
- Allison C. Daley & John S. Peel: A possible anomalocaridid from the Cambrian Sirius Passet Lagerstätte, North Greenland. In: Journal of Paleontology. Band 84, Nr. 2, 2010, S. 352–355, doi:10.1666/09-136R1.1 (Tamisiocaris borealis).
- Allison C. Daley & Graham E. Budd: New anomalocaridid appendages from the Burgess Shale, Canada. In: Palaeontology. Band 53, Nr. 4, 2010, S. 721–738, doi:10.1111/j.1475-4983.2010.00955.x (Amplectobelua stephenensis).
- Peter van Roy, Allison C. Daley & Derek E. G. Briggs: Anomalocaridid trunk limb homology revealed by a giant filter-feeder with paired flaps. In: Nature. Band 522, 2015, S. 77–80, doi:10.1038/nature14256 (Aegirocassis benmoulae).